# بحر جاوة
بحر جاوة (بالإندونيسية:Laut Jawa) بحر كبير حيث تبلغ مساحة 320,000 كيلومتر مربع ويقع بين الجزر الإندونيسية بورنيو شمالاً وجاوة جنوباً وسومطرة غرباً وسولاويسي شرقاً ومضيق كاريماتا شمال غرب ويرتبط مع بحر الصين الجنوبي.
ويعد الصيد من أهم الأنشطة الاقتصادية في بحر جاوة، حيث هناك أكثر من 3 آلاف نوع من أنواع الحياة البحرية في المنطقة ويتميز البحر بوجود العديد من المنتزهات الوطنية والذي يجعل محيط بحر جاوة وجهة شعبية سياحية للغوص وللاستكشاف والتصوير وزيارة الكهوف تحت الماء وحطام السفن ومشاهدة المرجان والشعاب البحرية. شهد بحر جاوة في شهر فبراير من العام 1942 معركة تعتبر من أهم المعارك البحرية في الحرب العالمية الثانية ودمرت القوات اليابانية قوات الحلفاء خلال هجومها علي الجزر الإندونيسية.

## مزيد من القراءات
- Touwen, Jeroen (editor) (2001) Shipping and trade in the Java Sea region, 1870-1940 : a collection of statistics on the major Java Sea ports (ردمك 90-6718-162-5)
- (2008) "Java Sea a study on its economic impacts."